# Супернова (филм)
„Супернова“ (на английски: Supernova) е американски фантастичен филм от 2000 година. Сценаристи на филма са Дейвид Уилсън, Уилям Малоун и Даниел Чуба, а режисьор е Уолтър Хил.

## Сюжет
Внимание:  Текстът по-долу разкрива сюжета на произведението (или части от него)!
Филмът Супернова описва мисията на медицински космически кораб и шестчленния му екипаж: капитан и пилот (Робърт Форстър), втори пилот (Джеймс Спейдър), медицински офицер (Анджела Басет), медицински техник (Лу Даймънд Филипс), парамедик (Робин Тъни) и компютърен техник (Уилсън Круз). Когато техният кораб Славей 229, се отзовава на сигнал за помощ, идващ от минна база в далечна галактика, екипажът разбира, че са в смъртна заплаха от младия мъж, когото те спасяват (Питър Фачинели), извънземния артефакт, който той вмъква на борда и гравитационното притегляне на гигантска звезда, която е напът да се превърне в свръхнова.

## В ролите
| Изпълнител        | Роля                |
| ----------------- | ------------------- |
| Джеймс Спейдър    | Ник Ванзант         |
| Анджела Басет     | Д-р Кайла Евърс     |
| Робърт Форстър    | Ей. Джей. Марли     |
| Лу Даймънд Филипс | Йези Пеналоса       |
| Питър Фачинели    | Карл Ларсън         |
| Робин Тъни        | Даника Лунд         |
| Уилсън Крус       | Бенджамин Сотомайор |
| Еди Райс-младши   | Флайбой             |
| Нокс Грантъм Уайт | Трой Ларсън         |
| Ванеса Маршал     | Сладурана (глас)    |